# Дом Шиловских на Большой Лубянке
Дом Шиловских (Главный дом городской усадьбы Хованских, Загряжских, Шиловских) — историческое здание в центре Москвы (ул. Большая Лубянка, д. 18, стр. 2). Имеет статус выявленного объекта культурного наследия.

## История
Документально известно, что в 1638 году на этом месте было владение князя Ивана Хованского площадью 18×41 саж. По данным переписной книги 1738 года, владение принадлежало князю Василию Петровичу Xованскому (по улице 54 саж., внутри 49 саж., сзади 37 саж.). Оно включало палаты и сад на заднем дворе. Позднее владение унаследовали его дети — Юрии и Пётр. С 1765 по 1790 года владение принадлежало секунд-майору конной гвардии Н. А. Загряжскому. В 1790—1806 годах владельцем был действительный камергер Александр Яковлевич Римский-Корсаков, а с 1806 по 1836 год — полковник Фёдор Николаевич Петрово-Соловово и его дети Георгий и Михаил.
В 1836 году городскую усадьбу приобрёл надворный советник Степан Иванович Шиловский, затем дом унаследовал его сын Пётр. Семья Шиловских была известна своими музыкальными, литературными и художественными салонами. В доме Шиловских жили многие известные музыканты и артисты того времени. Композитор и дирижёр М. М. Эрлангер открыл в этом доме нотный магазин «Лира». В этом доме также жила певица А. Д. Александрова-Кочетова. Её сын, композитор Н. Р. Кочетов, провёл в доме детские годы. В доме Шиловских размещалась гостиница «Лобади», где в 1857 году вместе с семьёй останавливался декабрист Н. П. Свистунов, возвращавшийся из сибирской ссылки. В марте 1863 года в гостинице «Лобади» по инициативе Н. Г. Рубинштейна был устроен прощальный музыкальный вечер для приехавшего в Москву Рихарда Вагнера. В 1867 году в доме был открыт Артистический кружок. На его сцене начинал карьеру М. П. Садовский.
В 1840—1850 годах в доме Шиловских действовал книжный магазин Дейбнера, в 1860-х — книжный магазин с библиотекой и читальней К. К. Познера, в 1870-х — книжный магазин А. А. Черкасова, затем магазин и библиотека В. Д. Кашкина. На рубеже XIX—XX веков работала библиотека О. С. Тихонова. В 1930-х годах в бывшем зрительном зале разместился клуб типографии имени Воровского.